# Lina Larissa Strahl
Lina Larissa Strahl (Seelze, 15 december 1997) is een Duits actrice en singer-songwriter.

## Carrière
In maart 2013 won Strahl op vijftienjarige leeftijd de muziekwedstrijd Dein Show van KiKA met het lied Freakin' out, dat ze samen met de band MIA had gecomponeerd.
Op 27 mei bracht ze haar eerste album, genaamd Official uit. In 2017 bracht ze haar album Ego uit, die op de vierde plek kwam te staan van de Musikmarkt Top 100. In 2018 verscheen maar album R3BELLIN, die zelfs op de tweede plek kwam. Later bracht ze ook nog enkele singels uit, en in 2023 het album 24/1. Al haar albums bracht ze uit onder een platencontract met BMG Rights Management.
Strahl acteerde ook in diverse films. Zo speelde ze een hoofdrol in de films van Bibi & Tina en Alle für Ella. Ze speelde ook een rol in de tv-serie The Lodge.

## Filmografie
Als actrice
- 2014: Bibi & Tina
- 2014: Bibi & Tina: Voll verhext!
- 2016: Bibi & Tina: Mädchen gegen Jungs
- 2017: Bibi & Tina: Tohuwabohu Total
- 2017: The Lodge (televisieserie, 8 afleveringen)
- 2022: Alle für Ella

Als synchroonspreekster
- 2016: Auliʻi Cravalho als Vaiana in Vaiana
- 2018: Auliʻi Cravalho als Vaiana in Chaos im Netz
- 2019: Molly Gordon als Triple A in Booksmart
- 2019: Kelly Clarkson als Moxy in UglyDolls (Moxy)
- 2021: Geraldine Viswanathan als Winnie Coyle in Rumble – Winnie rockt die Monster-Liga

## Discografie

### Albums
- 2016: Official
- 2017: Ego
- 2018: R3BELLIN
- 2023: 24/1

### Singels
- 2013: Freakin' Out
- 2013: Richtig gehört
- 2016: Wie ich bin
- 2016: Ohne dieses Gefühl
- 2017: Glitzer
- 2018: Rebellen